# Municipio de Barren (Illinois)
El municipio de Barren (en inglés: Barren Township) es un municipio ubicado en el condado de Franklin en el estado estadounidense de Illinois. En el año 2010 tenía una población de 496 habitantes y una densidad poblacional de 5,3 personas por km².

## Geografía
El municipio de Barren se encuentra ubicado en las coordenadas 38°4′32″N 88°59′30″O / 38.07556, -88.99167. Según la Oficina del Censo de los Estados Unidos, el municipio tiene una superficie total de 93.62 km², de la cual 54,28 km² corresponden a tierra firme y (42,02 %) 39,34 km² es agua.

## Demografía
Según el censo de 2010, había 496 personas residiendo en el municipio de Barren. La densidad de población era de 5,3 hab./km². De los 496 habitantes, el municipio de Barren estaba compuesto por el 97,38 % blancos, el 0,2 % eran afroamericanos, el 0,81 % eran amerindios, el 0,2 % eran asiáticos, el 0,2 % eran de otras razas y el 1,21 % eran de una mezcla de razas. Del total de la población el 1,01 % eran hispanos o latinos de cualquier raza.